# Premariacco
Premariacco is een gemeente in de Italiaanse provincie Udine (regio Friuli-Venezia Giulia) en telt 4065 inwoners (31-12-2004). De oppervlakte bedraagt 39,7 km², de bevolkingsdichtheid is 103 inwoners per km².
De volgende frazioni maken deel uit van de gemeente: Azzano, Firmano, Ipplis, Leproso, Orsaria, Paderno.

## Demografie
Premariacco telt ongeveer 1511 huishoudens. Het aantal inwoners steeg in de periode 1991-2001 met 5,7% volgens cijfers uit de tienjaarlijkse volkstellingen van ISTAT.
| Jaar | Inwoneraantal |
| ---- | ------------- |
| 1991 | 3784          |
| 2001 | 4001          |

## Geografie
De gemeente ligt op ongeveer 110 m boven zeeniveau.
Premariacco grenst aan de volgende gemeenten: Buttrio, Cividale del Friuli, Corno di Rosazzo, Manzano, Moimacco, Pradamano, Remanzacco.